# Buddy Ebsen
Christian Rudolph Ebsen, Jr., cunoscut ca Buddy Ebsen (2 aprilie 1908 - 6 iulie 2003), a fost un actor american și dansator.

## Filmografie
- Broadway Melody of 1936 (1935)
- Captain January (1936)
- Born to Dance (1936)
- Banjo on My Knee (1936)
- Broadway Melody of 1938 (1937)
- The Girl of the Golden West (1938)
- Yellow Jack (1938)
- My Lucky Star (1938)
- Four Girls in White (1939)
- The Kid from Texas (1939)
- Hollywood Hobbies (1939) (film scurt)
- They Met in Argentina (1941)
- Parachute Battalion (1941)
- Sing Your Worries Away (1942)
- Under Mexicali Stars (1950)
- Silver City Bonanza (1951)
- Thunder in God's Country (1951)
- Rodeo King and the Senorita (1951)
- Utah Wagon Train (1951)
- Night People (1954)
- Red Garters (1954)
- Davy Crockett, King of the Wild Frontier (1954)
- Davy Crockett and the River Pirates (1956)
- Attack (1956)
- Between Heaven and Hell (1956)
- Mission of Danger (1959)
- Frontier Rangers (1959)
- Riverboat, ca Niles Cox în episodul "The Water of Gorgeous Springs"[3]
- The Twilight Zone (episodul "The Prime Mover") (1961)
- Fury River (1961)
- The Barbara Stanwyck Show ca Dr. Mark Carroll în "Little Big Mouth" (NBC, 1961)
- Breakfast at Tiffany's (1961)
- The Interns (1962)
- Mail Order Bride (1964)
- The Mike Bialka Story (1966)
- The One and Only, Genuine, Original Family Band (1968), cu Walter Brennan, Lesley Ann Warren și John Davidson
- Tom Sawyer (1973) (TV) - Muff Potter
- Smashup on Interstate 5 (1976)
- Fire on the Mountain (1981)
- Stone Fox (1987) ca Grandpa
- Working Trash (1990) as Vandevere Lodge
- The Beverly Hillbillies (1993) (cameo ca Barnaby Jones)